# Karl Heinrich von Boetticher

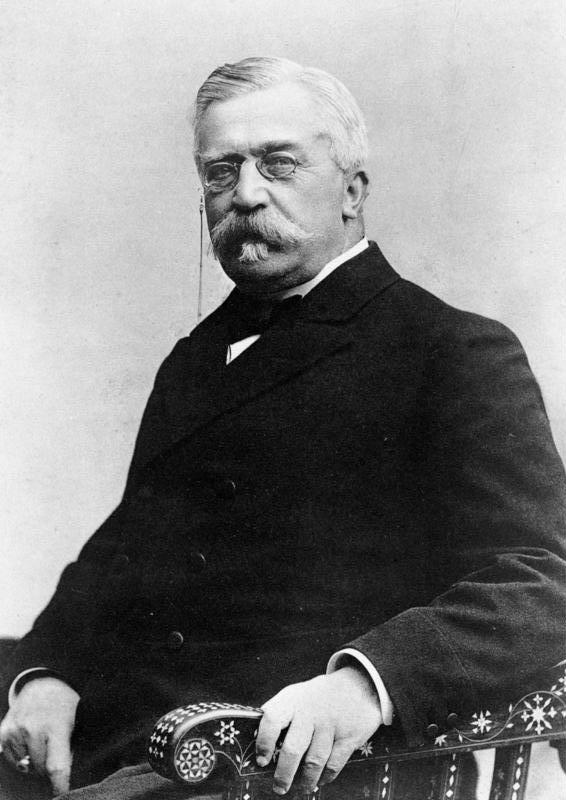
Karl Heinrich von Boetticher, 1880.

Karl Heinrich von Boetticher, född 6 januari 1833 i Stettin, död 6 mars 1907 i Naumburg an der Saale, var en tysk politiker.
Boetticher inträdde i Preussens förvaltning 1860, blev 1876 regeringspresident i Schleswig och 1879 överpresident i provinsen Schleswig-Holstein. Redan åren 1867-1870 hade han varit medlem av Preussens andra kammare, och blev 1878 ledamot av den tyska riksdagen och visade sig snart vara en skicklig och kunnig talesman för en moderat protektionism. År 1880 blev Boetticher preussisk statsminister och tysk inrikesstatssekreterare. År 1888 blev han vicepresident i Preussens statsministerium och Otto von Bismarcks närmaste medhjälpare. 
I 1880-talets tyska sociala lagstiftningsarbete kom Boetticher därför att ta en betydande del. Då de sociala frågorna spelade med i den kris, som 1890 ledde till Bismarcks fall, och då Boetticher i dessa frågor inte alltid ställde sig på rikskanslerns ståndpunkt, beskyllde Bismarck honom för att avsiktligt arbeta på hans störtande. Genom G. Epsteins publikation av vissa av von Boettichers efterlämnade papper i arbetet Fürst Bismarcks Entlassung (1920) har denna beskyllning visat sig ogrundad. Boetticher har tydligen försökt medla mellan Bismarck och Vilhelm II. Boetticher försökte efter 1892 att få lämna sina poster i Preussens och Tyska rikets centralförvaltning men förmåddes av kejsaren att stanna till 1897, då han övertog posten som överpresident i den preussiska provinsen Sachsen, på vilken post han sedan kvarstod till 1906.